# Campong Ulay
Campong Ulay es un barrio rural del municipio filipino de primera categoría de Rizal perteneciente a la provincia  de Paragua en Mimaro,  Región IV-B.
En 2007 Campong Ulay contaba con  1.618 residentes.

## Geografía
El municipio de Rizal se encuentra situado en el extremo sur de la parte continental de la isla de Paragua en su costa occidental al mar de la China Meridional. Linda al norte con el municipio de Alfonso XIII (Quezón), al sur con el de Marangas (Bataraza) y al este con el de Punta de Brook  (Brooke's Point).
Este barrio, continetal se sitúa en la parte norte del municipio en la costa oeste de la isla.
Linda al nordeste con el barrio de  Punta Baja, sede del municipio, cuyo límite se sitúa en la bahía de Malakibay, al norte de cabo Tabionán;
Linda al suroeste con el barrio de  Ransang, cuyo límite se sitúa en la bahía de Ilog, al norte de cabo Pampandugang;
al noroeste con la costa del mar de la China Meridional, bahías de Ilog y de Malakyi;
y al sureste con los barrios de  Amas y de Imulnod,  ambos del municipio vecino de Punta de Brook, en la costa este de Isla de La Paragua.
y al sureste con los barrios de  Amas y de Imulnod,  ambos del municipio vecino de Punta de Brook, en la costa este de Isla de La Paragua.

### Demografía
El barrio de Campong Ulay contaba en mayo de 2010 con una población de 1.779 habitantes. Población de 2.057 habitantes (agosto de 2015).

## Historia
En 1858, la provincia de Calamianes fue dividida en dos provincias: Castilla, al norte con Taytay como capital; Asturias,  en el sur,  con Puerto Princesa como capital y los municipios de Aborlan, Narra, Quezón, Sofronio Española, Punta de Broke, Rizal y Bataraza; y la pequeña isla de Balábac, 
Lugar era conocido como Tarumpitao en el municipio de  Quezón.
El municipio de Quezon fue creado en 1951 con de los barrios de Berong y Alfonso XIII de Aborlán;  de Iraán, Conduaga (Candawaga) y Canipán (Canipaan) del de punta de Brook.
En 1957, los Sitios de Campong Ulay, Ransang, Conduaga (Candawaga), Culasián, Panalingaán,  Taburi,  Latud y de  Canipán (Canipaan)  se convirtieron en barrios.
El 14 de abril de 1983 se crea este municipio con el nombre de Marcos.
En 1987 cambia su nombre por el de Rizal en honor de José Rizal.